# Joost (radioprogramma)
Joost is een voormalig radioprogramma van omroep NTR op radiozender NPO 3FM. De eerste uitzending vond plaats op 21 november 2016 tussen 2.00 en 4.00 uur. Daarna vonden uitzendingen plaats op zaterdag en zondag van 4.00 tot 6.00 uur, alhoewel er soms met de uitzendtijden werd geschoven of het programma in het geheel kwam te vervallen. Het programma werd gepresenteerd door radio-dj Joost Schulte.
Schulte verving met zijn programma het radioprogramma Jasper van Jasper Leijdens, dat tot 14 november 2016 op dit tijdslot uitgezonden werd. De twee uitzendingen hiertussen werden opgevuld door verschillende dj's die als groep een programma presenteerden. Dit programma werd 3FM nacht genoemd. Vanaf april 2020 maakt Schulte op dezelfde uren het nieuwe programma Nachtbraken met Joost.

## Programmaonderdelen
- De Joost zit op de plee-list: luisteraars sturen liedjes in die toegevoegd worden aan een playlist. Schulte shuffelt de playlist en gaat vervolgens naar het toilet. Als het nummer is afgelopen wast hij zijn handen en gaat naar de studio.
- De Uitlaatkl-App: (uitspraak: uitlaatklep) hierin worden de belangrijkste, grappigste en leukste momenten uit een chatgroep van luisteraars besproken op de radio.
- Het geschietspel: hierin beschrijft Schulte een historische gebeurtenis. Tijdens zijn beschrijving klinken er pistoolschoten, de luisteraar moet raden welke gebeurtenis er bedoeld wordt.
- Bopper van de week: mensen die andere mensen naar huis rijden en zelf niet drinken (de bob), worden in het zonnetje gezet.
- Bekbreker van de week: de luisteraar moet een lastige zin twee keer proberen uit te spreken zonder een vergissing te maken.
- Het kopduel: de luisteraar krijgt een fragment uit een krant en moet hierbij, uit een selectie van vijf koppen, de goede kop bij het fragment raden.
- Toetertijd: de luisteraar kan inbellen als hij toetert met een toeter, dronken is of rookt.